# (65583) Теоклимен
(65583) Теоклимен (др.-греч. Θεοκλύμενος) — типичный троянский астероид Юпитера, движущийся в точке Лагранжа L4, в 60° впереди планеты. Астероид был открыт 30 сентября 1973 года голландскими астрономами К. Й. ван Хаутеном, И. ван Хаутен-Груневельд и Томом Герельсом в Паломарской обсерватории и назван в честь Теоклимена, персонажа древнегреческой мифологии, неоднократно упоминающегося в «Одиссее» Гомера.

Орбита астероида Теоклимен и его положение в Солнечной системе